# Daniel Heinrich Stephan
Daniel Heinrich Stephan (* 14. November 1803 in Treysa im Schwalm-Eder-Kreis; † 25. Mai 1862 ebenda) war ein deutscher Bürgermeister und Mitglied der kurhessischen Ständeversammlung.

## Leben
Daniel Heinrich Stephan war in seinem Heimatort Treysa als Bürgermeister tätig, als er 1836 ein Mandat für die kurhessische Ständeversammlung erhielt. Er war als Vertreter der Ständte des Schwalmstroms bis 1838 in dem Parlament, das nach den Unruhen im Jahre 1830 zum Zweck der Beratung und Verabschiedung einer Verfassung gebildet wurde und bis 1866 Bestand hatte, als das Land Hessen durch Preußen annektiert wurde.